# Епоха терору (Французька революція)

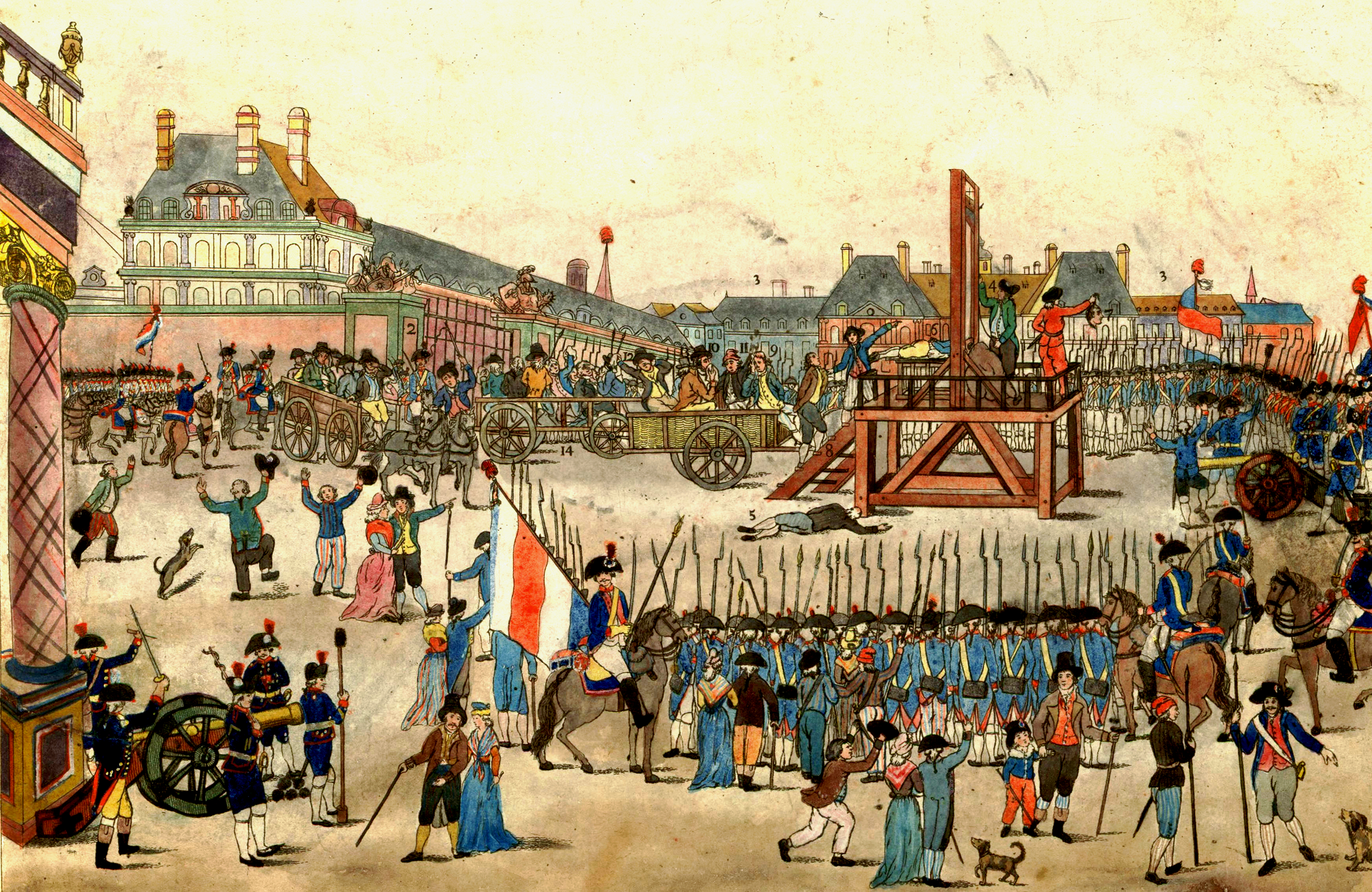
Страта Робесп'єра

Епоха терору (французька la Terreur) — період якобінської диктатури у Франції, що тривав з вересня 1793 до 27 липня 1794, характеризується проведенням масових репресій, спрямованих не лише проти контрреволюціонерів, але й проти всіх опозиційно налаштованих громадян.

## Прихід до влади якобінців
2 червня 1793 влада у Франції перейшла від жирондистів до якобінців, які встановили жорстку диктатуру під приводом важкого становища в країні. Конвент надалі залишався Верховним органом, який мав законодавчу і виконавчу влади. Комісари, які були представниками Конвенту в армії і провінціях, мали необмежені права. Значно зросли повноваження Комітету громадського порятунку, який з липня 1793 очолив М. Робесп'єр. Через деякий час він почав здійснювати контроль за діяльністю й самого Конвенту. Каральними органами диктатури стали Комітет громадської безпеки і революційні трибунали.
Після приходу якобінців до влади загострилися проблеми з продовольством, особливо для бідноти. Спекуляцію хлібом у великих містах не зупиняла і загроза смертної кари. Зросли виступи голодної бідноти, яку очолили «шалені» під керівництвом Ру, Варле і Леклерка. Якобінці не звертали уваги на «шалених», поки ті виступали за перерозподіл майна і продовольства нових багатіїв на користь голодних і для постачання армії. Як тільки вони почали критикувати якобінців, Робесп'єр здійснив нещадну розправу над ними.

## Початок терору
Терор набув нових масштабів і сили у вересні 1793, коли був прийнятий декрет «Про підозрілих». Під «підозрілих» попали всі, хто не отримав від народних товариств свідчень про громадянську благонадійність, емігранти й особи, які не могли вказати джерела свого існування. «Підозрілими» стали не тільки колишні дворяни, священники, чиновники, а й колишні фельяни і жирондисти, взагалі, всі, хто виступав проти диктатури. Всі вони підлягали арешту і страті. У жовтні 1793 стратили королеву Марію-Антуанетту та лідерів жирондистів, тисячі людей, що перебували у в'язницях. У провінції лютували комісари Конвенту. Подібних кривавих розправ Франція у своїй історії ще не знала. Французи почали жити у страху, скрізь були шпигуни Робесп'єра.

## Терор Робесп'єра проти якобінців
У середині Якобінського клубу відбувся розкол. «Крайні» якобінці, на чолі з керівниками Комуни П'єром Гаспаром Шометтом і Жак-Рене Ебером, виступали за посилення революційного терору, вимагали зрівняти всіх у майновому плані, розподілити майно «підозрілих». «Помірковані» якобінці, яких очолював Жорж Дантон, виступали за компроміс між всіма групами якобінців, вимагали послабити революційну диктатуру, припинити терор, виступали за утвердження демократії й побудову правової держави.
У березні 1794 Комітет громадського порятунку заарештував і стратив «крайніх» якобінців, що закликали до повстання проти робесп'єрівського Конвенту. Ж. Дантона та інших лідерів «поміркованих» якобінців звинуватили у змові проти уряду, зраді революції, «особливих стосунках» з Великою Британією й стратили на гільйотині.

## Повалення влади Робесп'єра
За час якобінського терору було заарештовано й кинуто у в'язниці близько 500 тис. чоловік, з них закатовано близько 40 тис. Масштаб якобінського терору призвів до того, що Робесп'єр втратив підтримку більшості населення країни і його почали називати «якобінцем без народу».
Представники «нової буржуазії» депутати Конвенту — Поль Баррас, Ніколя Леонар Карно, Жан Тальєн та інші організували змову (Термідоріанський переворот) і 27 липня 1794 (за революційним календарем 9 термідора II року республіки) Максиміліан Робесп'єр, Жорж Кутон та їхні спільники були заарештовані. Конвент оголосив вождів якобінців поза законом і 28 липня їх стратили. Також стратили й близько 100 членів Паризької Комуни.